# Paganie
IXe siècle – XIe siècle
Entités précédentes :
- Sklavinies

Entités suivantes :
- République de Venise

La Paganie (en grec, Arentanoi, en serbe, Paganija, Krajinjane ou Neretljani, en italien, Narentani, Narentini) était une terre peuplée, d'après le De administrando Imperio (vers 950), par les Narentins, une tribu sud-slave païenne descendant des Serbes de Serbie blanche et située dans la partie centrale de la Dalmatie (actuelle Croatie).
Le De administrando Imperio énonce clairement :
« La région que les Paganiens occupent maintenant appartint d’abord aussi aux Romains que l’empereur Dioclétien déplaça de Rome et installa en Dalmatie. Ces mêmes Paganiens descendent des Serbes païens, de l’époque où leur prince réclama la protection de l’empereur Héraclius. Cette région fut également soumise aux Avars pour être désertée puis repeuplée sous l’empereur Héraclius. Les Paganiens sont ainsi nommés parce qu’ils n’acceptaient pas le baptême au même moment que les Serbes. Car Paganien signifie en langue slave, "non baptisé", mais dans la langue des Romains leur région est nommée Arenta, et ainsi les mêmes Romains les appellent Arentani. »